# Norwegian Petroleum Consultants
Norwegian Petroleum Consultants (NPC) was een Noors bedrijf dat in november 1975 op initiatief van Statoil werd opgericht, bestaand uit tien ingenieursbureaus. De achterliggende reden was dat geen van de individuele bedrijven de capaciteit in huis had om een volledig olieveld te ontwikkelen. De tien bedrijven waren Aker Engineering, Dyno Industrier, Elektro Union Consultants, Elkem Spigerverket, Hafslund, Kongsberg Engineering, Kværner Engineering, Norconsult, Norsk Jernverk en Årdal og Sunndal Verk.
Hoewel de ontwikkeling van Ekofisk een prestatie van formaat was, stond de Noorse offshore-industrie halverwege de jaren 1970 nog in de kinderschoenen en had veel buitenlandse kennis nodig. Het projectmanagement voor het Statfjord A-platform was dan ook uitbesteed uitgevoerd door het Britse Matthew Hall Engineering dat het echter ook nauwelijks aankon. Dit was aanleiding voor Arve Johnsen van Statoil om in Noorwegen naar een alternatief te zoeken, waarbij Aker en Kværner elk onafhankelijk van elkaar aannemelijke kandidaten leken. Statoil koos echter voor een samenwerkingsverband van een reeks kleinere bedrijven waarbij zowel Aker als Kværner min of meer gedwongen werden om ook ingenieurscapaciteit te leveren. Direct na de oprichting gaf Mobil, met Statoil partner in het Statfjord-veld, NPC de opdracht om het Statfjord B-platform te ontwikkelen, maar na de ervaringen met Matthew Hall drong het aan op een ervaren partner, wat Brown & Root werd. De joint venture werd Engineering Management Contractors (EMC) genoemd. Het samenwerkingsverband kwam moeilijk op gang met tien rivaliserende Noorse bedrijven die wantrouwig naar de Amerikaanse aannemer keken, maar was uiteindelijk succesvol. NPC had zich zelfs dusdanig kunnen ontwikkelen dat Statfjord C gegund werd zonder Brown & Root.